# Anthemiphyllia
Anthemiphyllia is een geslacht van koralen uit de klasse van de Anthozoa (bloemdieren).

## Soorten
- Anthemiphyllia dentata (Alcock, 1902)
- Anthemiphyllia frustum Cairns, 1994
- Anthemiphyllia macrolobata Cairns, 1999
- Anthemiphyllia multidentata Cairns, 1999
- Anthemiphyllia pacifica Vaughan, 1907
- Anthemiphyllia patera Pourtalès, 1878
- Anthemiphyllia spinifera Cairns, 1999